# Rasto Hartman
Rasto Hartman, slovenski politik, * ?.
Med 22. junijem in 31. decembrom 2000 je bil državni sekretar Republike Slovenije na Ministrstvu za finance Republike Slovenije.